# عادل شاذلی
عادل چدلی (عربی: عادل الشاذلي؛ زادهٔ ۱۶ سپتامبر ۱۹۷۶) یک بازیکن فوتبال اهل فرانسه است.
وی همچنین در تیم ملی فوتبال تونس بازی کرده‌است.